# Leopoldo Pomés
Leopoldo Pomés Campello (Barcelona, 17 de noviembre de 1931-Gerona, 27 de agosto de 2019) fue un fotógrafo y publicista español.

## Biografía
Realizó sus estudios primarios y comenzó los secundarios en su ciudad natal. Después de ejercer varios oficios, se interesó por la fotografía que aprendió de modo autodidacta. En 1955 hizo su primera exposición en las Galerías Layetanas de Barcelona, en la que presentó una serie de retratos que crearon polémica al emplear una técnica distante a la propuesta desde las agrupaciones fotográficas. Sin embargo esta exposición fue muy bien valorada por los miembros del grupo Dau al set que habían posado para algunos de esos retratos. Su obra se dio a conocer a nivel nacional tras su participación en el Anuario de la Fotografía Española de 1958 editado por AFAL, junto a otros fotógrafos de vanguardia en aquel momento.
Su fotografía estaba dotada de un estilo muy personal, pero poco a poco fue decantándose hacia la producción audiovisual en publicidad. En 1961 fundó con su pareja Karin Leiz, el Studio Pomés con el que se dio a conocer como fotógrafo de publicidad y poco después entró como director creativo en la agencia de publicidad Tiempo. Uno de sus trabajos más conocidos es la creación del spot publicitario "Las burbujas Freixenet", siendo director publicitario del grupo Freixenet hasta 2006. También desarrolló campañas publicitarias para otras marcas. Obtuvo el Primer Premio de Publicidad en la Bienal de Venecia y el Festival de Cannes. Junto a Víctor Sagi dirigió el espectáculo de apertura de la Copa Mundial de Fútbol de 1982 celebrado en Barcelona. Fue elegido para crear la campaña de imagen de la candidatura de Barcelona por organizar los Juegos Olímpicos de Barcelona 1992.
Fue galardonado con la Medalla de Oro al Mérito Artístico del Ayuntamiento de Barcelona, con el Premio de Artes Plásticas de la Generalidad de Cataluña en 1998 y con la Cruz de Sant Jordi en 1999. En 2018 recibió el Premio Nacional de Fotografía.